# Dydmaszen
Dydmaszen – wieś w Armenii, w prowincji Gegharkunik. W 2011 roku liczyła 2806 mieszkańców.